# Ctenucha tigrina
Ctenucha tigrina là một loài bướm đêm thuộc phân họ Arctiinae, họ Erebidae.